# Butch Reynolds
Harry ("Butch") Reynolds (* 8. června 1964 Akron, Ohio) je bývalý americký atlet, sprinter, halový mistr světa v běhu na 400 metrů.

## Kariéra
17. srpna 1988 zaběhl tuto trať v tehdejším světovém rekordu 43,29 sekundy (dodnes 3. nejlepší výkon všech dob) a překonal dosavadní 20 let staré maximum krajana Leeho Evanse z mexické olympiády o celých 57 setin. Reynoldsův rekord byl pak překonán až o 11 let později fenomenálním Michaelem Johnsonem v čase tehdejšího světového rekordu 43,18 s. Reynolds je však stále spoludržitelem světového rekordu ve štafetě na 4 × 400 metrů časem 2:54,29 minuty z roku 1993. Je také olympijským vítězem a několikanásobným mistrem světa. Na olympijských hrách v Atlantě v roce 1996 zaběhl nejrychlejší historický čas v semifinálovém běhu – 43,91 sekundy, poté však musel pro zranění odstoupit. Aktivní kariéru ukončil v roce 1999 a dále se věnuje práci s nadanými dětmi.

## Osobní rekordy
Dráha
- Běh na 4 × 400 metrů – 2:54,29 min. (22.8. 1993, Stuttgart)  (Současný světový rekord)